# Liam Brearley
Pour les articles homonymes, voir Brearley.
Liam Brearley, né le 27 février 2003, est un snowboardeur canadien spécialisé dans les épreuves de Snowboard Freestyle.

## Palmarès

### Championnats du monde
- Championnats du monde 2025 à Engadine (Suisse) :
  -  Médaille d'or en slopestyle.

### Coupe du monde
- 1 petit globe de cristal :
  - Vainqueur du classement slopestyle en 2024.
- 5 podiums dont 2 victoires.

#### Détails des victoires
| Épreuve / Édition | Slopestyle      |
| ----------------- | --------------- |
| 2023-2024         | Laax Silvaplana |